# Anders Olesen (forfatter)
 Der er flere personer med dette navn, se Anders Olesen.
Anders Olesen (født 1949) er en dansk læge og forfatter. Han er (2014) bosat i København.

## Værker
- 2006 Radiorummet (novellesamling)
- 2010 Placebo (roman)